# Episodi di The Deuce - La via del porno (terza stagione)
La terza e ultima stagione della serie televisiva The Deuce - La via del porno, composta da otto episodi, è stata trasmessa sul canale statunitense HBO dal 9 settembre al 28 ottobre 2019.
In Italia, la stagione è andata in onda in prima visione sul canale satellitare Sky Atlantic dall'8 al 29 ottobre 2019.
| nº | Titolo originale       | Titolo italiano         | Prima TV USA      | Prima TV Italia |
| -- | ---------------------- | ----------------------- | ----------------- | --------------- |
| 1  | The Camera Loves You   | La telecamera ti ama    | 9 settembre 2019  | 8 ottobre 2019  |
| 2  | Morta di Fame          | Nuovi accordi           | 16 settembre 2019 | 8 ottobre 2019  |
| 3  | Normal Is a Lie        | La normalità non esiste | 23 settembre 2019 | 15 ottobre 2019 |
| 4  | They Can Never Go Home | Non tornano mai a casa  | 30 settembre 2019 | 15 ottobre 2019 |
| 5  | You Only Get One       | Ne hai una sola         | 7 ottobre 2019    | 22 ottobre 2019 |
| 6  | This Trust Thing       | Questione di fiducia    | 14 ottobre 2019   | 22 ottobre 2019 |
| 7  | That's a Wrap          | Addii e separazioni     | 21 ottobre 2019   | 29 ottobre 2019 |
| 8  | Finish It              | Devi finirla qui        | 28 ottobre 2019   | 29 ottobre 2019 |